# Наталка Харитонюк
Наталка Харитонюк (біл. Наталка Харытанюк, *24 серпня 1984, Берестя, Білорусь) — сучасна білоруськомовна письменниця.

## Творчість
Дебютувала оповіданням «Фурманка святога Міколы» (2005) у газеті «Наша Ніва». Друкувалася у часописах «Дзеяслоў», «ARCHE» і «Паміж», а також у літературних збірках «Жанчыны выходзяць з-пад кантролю», «Пакахай мяне, калі ласка» і «In vino veritas».
Автор збірки оповідань «Трынаццаць гісторый пра мёртвага ката» («Логвінаў», 2010) і роману «Смерць лесбіянкі» («Логвінаў», 2013).
Член Білоруського ПЕН-центру. У 2019 році покинула ПЕН-центр.
Викладає англійську мову на факультеті міжнародних відносин БДУ. Виховує сина Богдана (2012 р.н.).

## Нагороди та відзнаки
- Лауреат премії «Дебют» (2010) за збірку оповідань «Трынаццаць гісторый пра мёртвага ката»
- Лонг-ліст Премії Єжи Ґедройця за 2013 рік.